# Imeno
Imeno este o localitate din comuna Podčetrtek, Slovenia, cu o populație de 273 de locuitori.